# Marquês de Terena

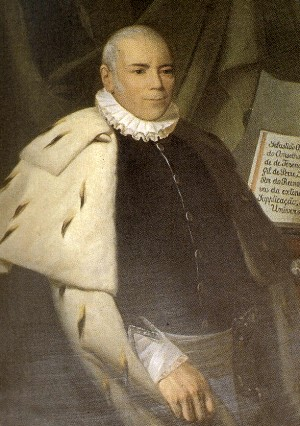
D. Sebastião Correia de Sá, 1.º Marquês de Terena

Marquês de Terena foi um título nobiliárquico criado em 1 de Julho de 1848 pela rainha D. Maria II de Portugal a favor de Sebastião Correia de Sá, 1.º Marquês e Conde de Terena e 1.º Visconde de São Gil de Perre.
Titulares
1. Sebastião Correia de Sá (1766–1849), 1.º Marquês e Conde de Terena e 1.º Visconde de São Gil de Perre
2. Maria Emília Jácome Correia de Sá (1793–1856), 2.ª condessa de Terena, 2.ª viscondessa de São Gil de Perre
3. Luís Brandão de Melo Cogominho Pereira de Lacerda (1815–1866), 2.º Marquês de Terena
4. Eugénia Maria Brandão de Melo Cogominho (1840–1900), 3.º Marquesa de Terena e 3.º Viscondessa de São Gil de Perre